# Nimona
Nimona är en amerikansk animerad action- och äventyrsfilm som hade premiär på strömningstjänsten Netflix den 30 juni 2023. Filmen är regisserad av Nick Bruno och Troy Quane efter ett filmmanus av Robert L. Baird och Lloyd Taylor och i sin tur baserad på ND Stevensons grafiska bok med samma namn. Filmen nominerades till bästa animerade film vid Academy Awards.

## Handling
Filmen kretsar kring en riddare, Ballister Boldheart (Riz Ahmed), som är oskyldigt anklagad för ett hemskt brott. Han får hjälp av en tonåring med magiska krafter, Nimona (Chloë Grace Moretz), för att bevisa sin oskuld.

## Rollista (i urval)
- Chloë Grace Moretz – Nimona
  - Mia Collins – Nimonas Demon Baby förklädnad
- Riz Ahmed – Ballister Boldheart
  - Zayaan Kunwar – ung Ballister
- Eugene Lee Yang – Ambrosius Goldenloin
- Frances Conroy – Direktören
- Lorraine Toussaint – Drottning Valerin
- Beck Bennett – Sir Thoddeus "Todd" Sureblade
- RuPaul – Nate Knight
- Indya Moore – Alamzapam Davis
- Julio Torres – Diego the Squire
- Sarah Sherman – Coriander Cadaverish
- Karen Ryan – Gloreth
  - Charlotte Aldrich – ung Gloreth

## Framtid
I februari 2024 uttryckte Quane intresse för att göra uppföljare och spin-offs.